# Aleksander Gierymski
Ignacy Aleksander Gierymski, né le 30 janvier 1850 à Varsovie et mort entre le 6 et le 8 mars 1901 à Rome, est un peintre polonais, l'un des représentants les plus remarquables du réalisme, précurseur des expériences lumineuses et chromatiques dans la peinture polonaise de la fin du XIXe siècle.

## Biographie
Fils de Józef Gierymski, administrateur de l'hôpital Ujazdowski de Varsovie, et de Julia née Kielichowska, frère cadet du peintre Maksymilian Gierymski, Aleksander Gierymski est issu d'une famille de l'intelligentsia varsovienne. En représailles pour le soutien de ses élèves à l'insurrection polonaise de 1863, l'École des beaux-arts de Varsovie est fermée par les autorités russes. Après ses études secondaires, Gierymski suit donc, à partir de 1867, des cours de dessin dirigés par l'ancien professeur de l'école, Rafał Hadziewicz. Dans les années 1868-72, Gierymski poursuit sa formation artistique à l’Académie des Beaux-Arts à Munich auprès de Hermann Anschütz et Karl Piloty. Son œuvre de fin d’études Le Marchand de Venise est récompensé par le premier prix.
En 1886, Gierymski et son frère Maksymilian fréquentent l’atelier privé de Franz Adam. À cette époque, Aleksander commence à travailler en tant qu’illustrateur pour des journaux polonais de Varsovie, Kłosy (« Epis ») et Tygodnik Ilustrowany (« Hebdomadaire illustré »), ainsi que pour des journaux allemands et autrichiens.
En 1871, il voyage avec son frère en Italie, où il visite Venise et Vérone. Le contact direct avec la peinture de la Renaissance italienne influence significativement son travail de jeunesse. Gierymski accompagne également son frère malade pendant son séjour en stations thermales alpines.
Pendant les années 1873-1879, il séjourne à nouveau en Italie, principalement à Rome. C’est là qu’il peint ses premiers tableaux Auberge à Rome et Jeu de mourre, qu’il expose à la galerie d’art Zachęta à Varsovie en 1875. Ces deux tableaux suscitent un grand intérêt de la part du public et des critiques.
Il travaille intensément pour perfectionner son art et consacre beaucoup de temps à l’étude de la peinture italienne. En 1882, il peint Sous la pergola, qu’il réalise après de longues études préparatoires (entre autres Le rouleau sur la table, Un homme en habit rouge). Le thème de Sous la pergola — réunion de personnages en habits du  XVIIIe siècle sous la pergola du jardin, le soleil illuminant la scène par l’arrière — permet à l’artiste d’attirer l’attention sur l’interaction des couleurs et de la lumière. Par cette réalisation, Gierymski se rapproche des impressionnistes français, même s'il est peu probable qu'il connaisse leurs œuvres car il n’est pas encore allé à Paris.
Les années 1879-1884, qu’il passe à Varsovie, représentent la période créative la plus importante de Gierymski. Il se joint alors à un groupe de jeunes écrivains et peintres positivistes qui publient dans l’hebdomadaire Wędrowiec (« Le Pèlerin »), dont le rédacteur en chef est Stanisław Witkiewicz. En 1882, il devient membre de la Société polonaise pour l'encouragement des beaux-arts.
Si elle est artistiquement féconde, c'est pour Gierymski une période de pauvreté, de faim, de nombreuses déceptions sur la vie artistique de Varsovie et souvent de solitude. Mais c'est également une période de fascination pour sa ville natale. Les tableaux de Gierymski de la période varsovienne comme Femme juive aux oranges, Le Portail dans la Vieille Ville, Le Port à Solec, Powiśle, La Fête des Trompettes, représentent une Varsovie ouvrière, sale et pauvre, loin des quartiers élégants du centre ville. Ils sont à l'image des descriptions naturalistes des œuvres littéraires de Bolesław Prus et Stefan Żeromski. Ces peintures sont mal accueillies par la critique, et Gierymski, privé de son gagne-pain, quitte Varsovie en 1884.
À la fin de 1884, il se rend en cure à Vienne. Il souffre déjà de névrose, qui à la fin de la vie de se transforme en malade mentale. Il se repose ensuite au bord de la mer du Nord. Au printemps 1885, il vit en Italie (à Padoue, Venise, Florence et Rome). Ce changement d'environnement influence également le caractère de son art. Loin de sa patrie, il commence à faire des tableaux moins intimistes. Il se concentre sur les paysages (Château de Kufstein, Fragment de Rotenbourg, Scènes de bord de mer).
Il revient à Varsovie en juillet 1886. Il vit et travaille dans un atelier situé aux Allées Jerozolimskie, il utilise également l'atelier loué par Józef Pankiewicz et Władysław Podkowiński. C'est là qu'il peint Piaskarze (« Les Sablonneurs »). Ce tableau extrêmement réaliste impressionne également par ses qualités picturales : combinaisons de nuances de ciel gris et d'eau, soleil délicatement reproduit brillant sur de fines vagues, texture magistrale du sable et de l'eau. L'artiste quitte sa ville-muse, Varsovie, pour toujours en 1888.

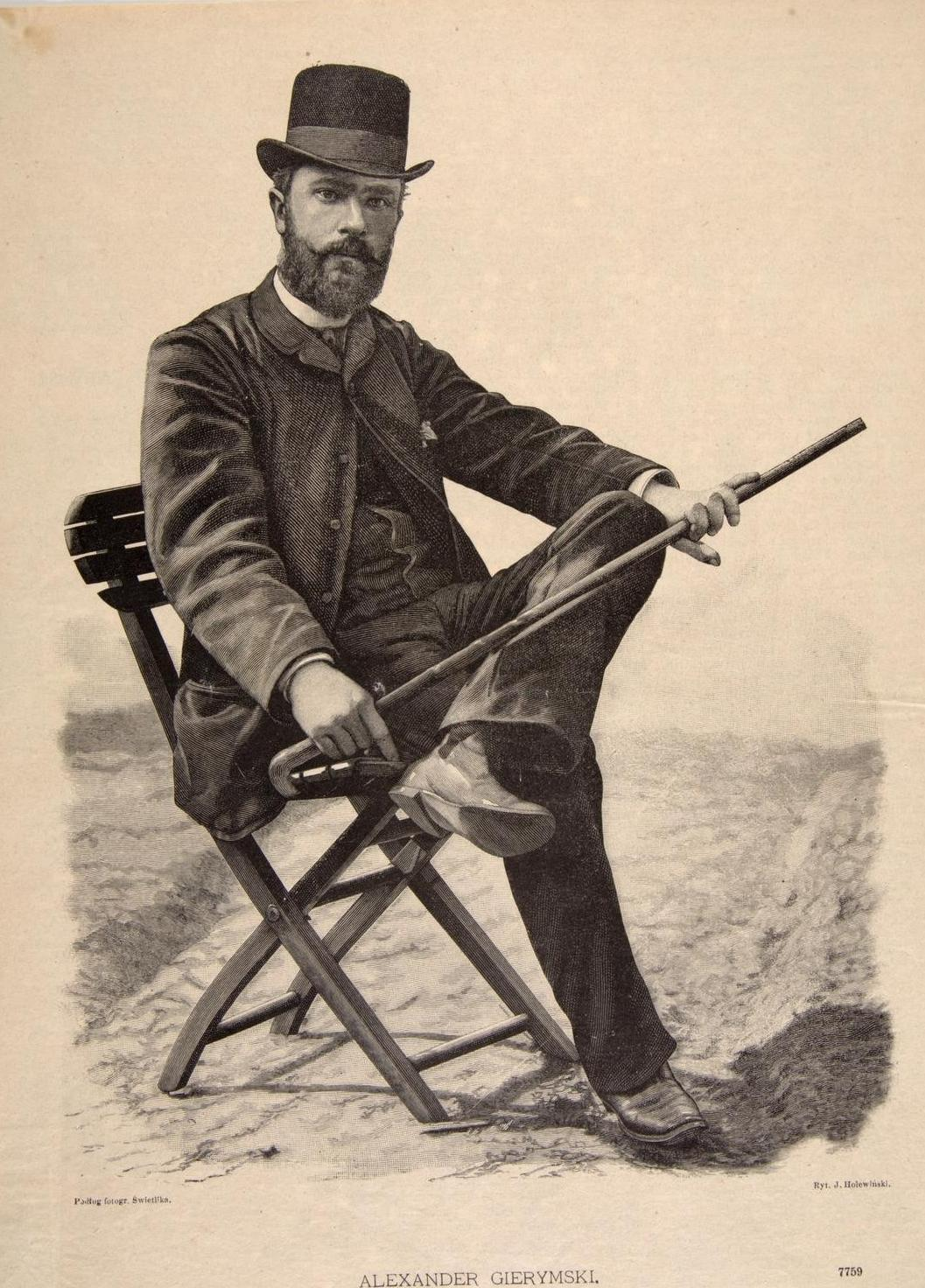
Aleksander Gierymski par Józef Holewiński, 1887.

Dans les années 1888-1890 et 1895-1897, il est à Munich, d'où il part travailler en plein air dans les Alpes bavaroises et au Tyrol. À l'automne 1890, il se rend à Paris pour Ignacy Korwin-Milewski qui lui commande une nocturne de la place de l'Opéra à Paris. Il peint alors des scènes de nuit qui lui donnent l'occasion d'approfondir son étude de la lumière artificielle (Opéra de Paris la nuit, Wieczór nad Sekwaną (« Crépuscule sur la Seine »),. C'est à cette période qu'il s'intéresse à la peinture impressionniste française, ce qui influence ses expériences ultérieures dans le domaine de la lumière et de la couleur.
À la fin de 1893, probablement en lien avec la proposition de prendre la chaire de peinture à l'Académie des beaux-arts de Cracovie, il se rend dans cette ville. Il rend souvent visite au peintre Włodzimierz Tetmajer à Bronowice, où naissent ses peintures les plus importantes de cette période, comme le Cercueil du paysan. Il s'intéresse à nouveau à la vie du peuple. Après les pauvres de Varsovie, il peint de pauvres paysans de Galicie.
Le sentiment croissant de solitude et d'aliénation dans l'environnement artistique polonais contribue à la décision de Gierymski de quitter la Pologne à la mi-1894, cette fois pour toujours. Il passe ses dernières années en Italie. Il y peint des toiles comme Entrée dans la basilique Saint-Marc à Venise, Place du Peuple à Rome et Vue sur Vérone. Sa dépression empire.
Malgré son tempérament tourmenté, Aleksander Gierymski voit le monde avec le regard détaché du naturaliste. Bien qu'il passe les dernières années de sa vie en hôpital psychiatrique, il laisse une œuvre exceptionnelle.
Aleksander Gierymski meurt entre le 6 et le 8 mars 1901 à l'hôpital psychiatrique de la rue Lungara, à Rome. La date exacte de sa mort est inconnue. Il est enterré le 10 mars 1901 au cimetière du Camp Verano à Rome.

## Postérité
Le tableau peint entre 1880 et 1881, Femme juive aux oranges,,,, a été volé pendant la Seconde Guerre mondiale et n'est réapparu qu'en 2010 dans une petite ville allemande pendant une vente aux enchères. Le ministère de la culture polonais réussit à récupérer le tableau et à le rapatrier en 2011. Il est aujourd'hui exposé au musée national de Varsovie.

## Œuvres principales

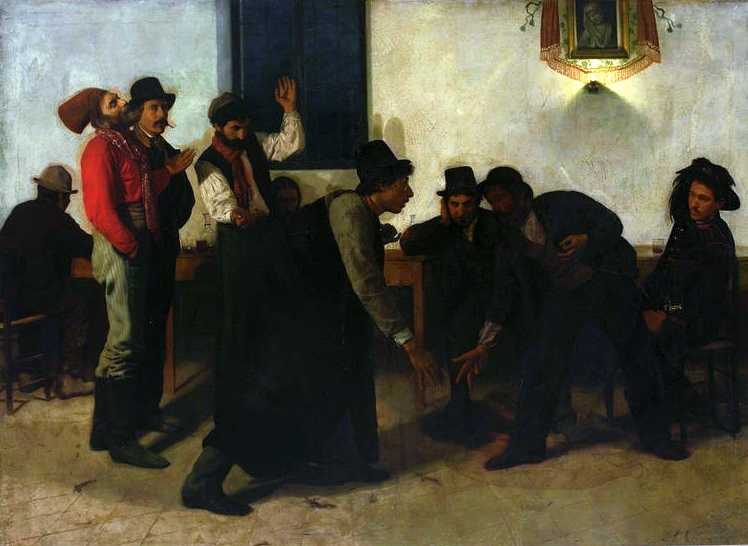
Un jeu de mourre, 1874.
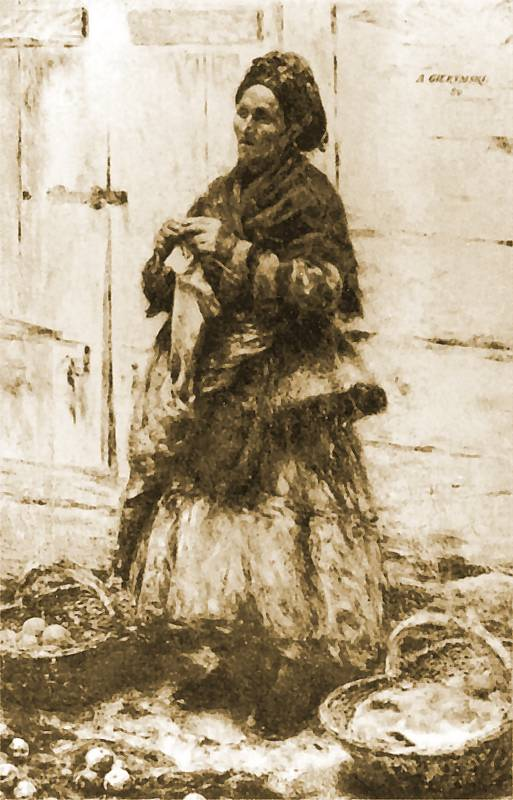
Femme juive aux oranges – version 1, 1880.
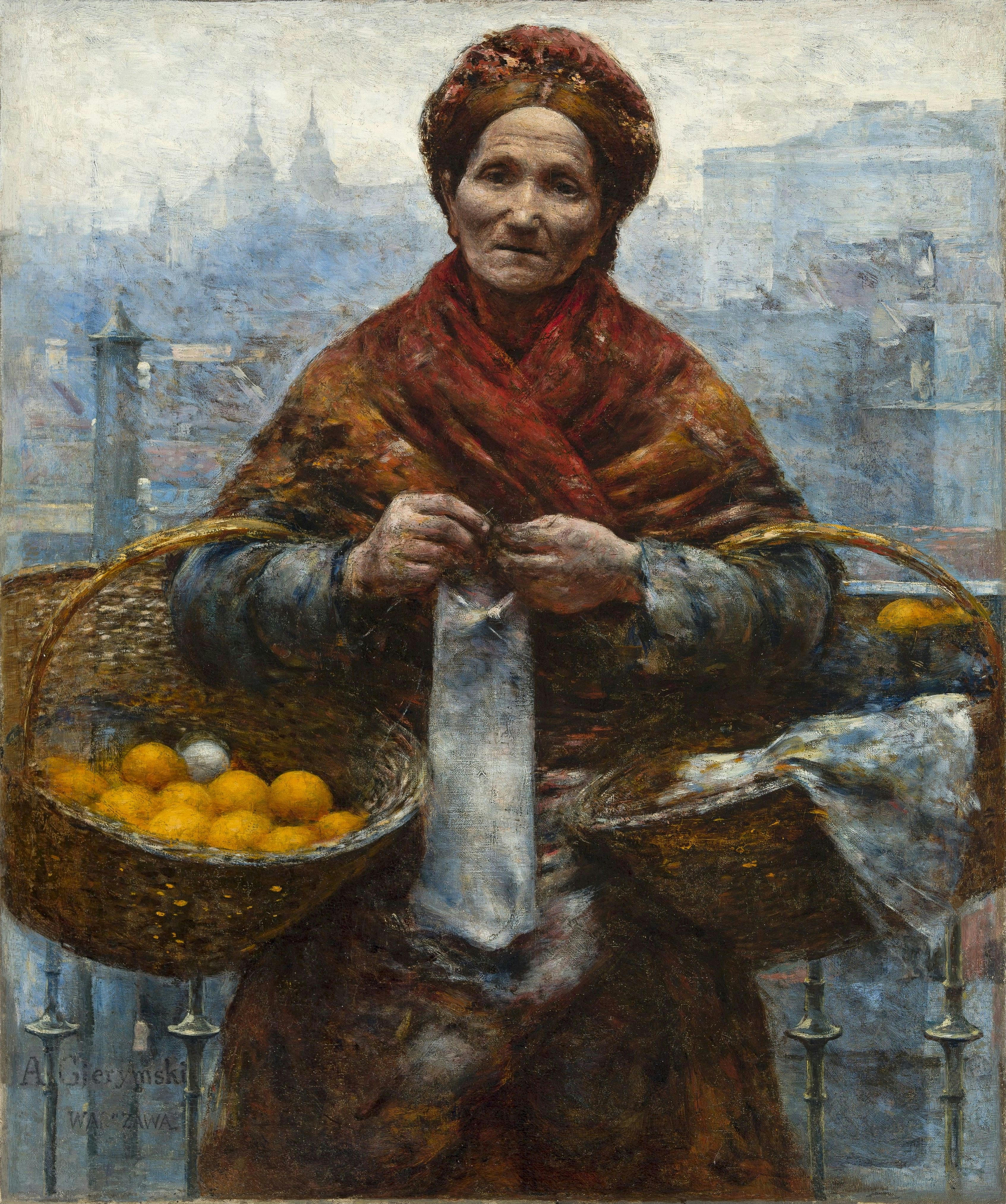
Femme juive aux oranges – version 2, entre 1880 et 1881.
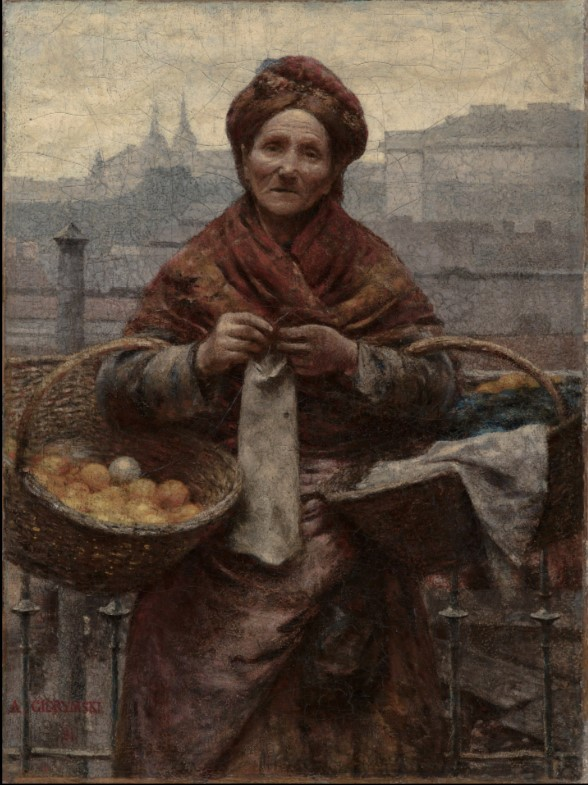
Femme juive aux citrons, 1881.
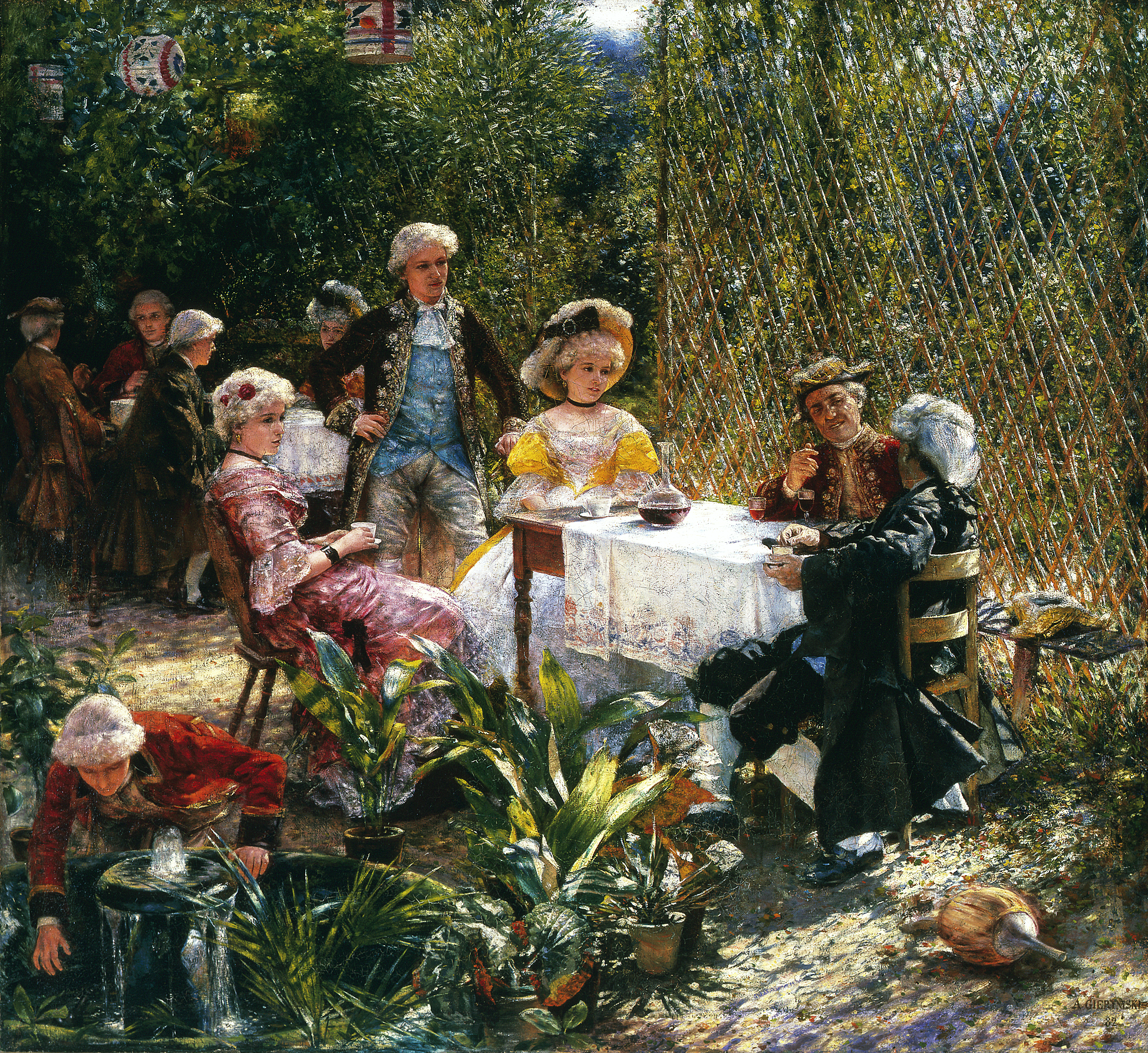
Sous la pergola, 1882.
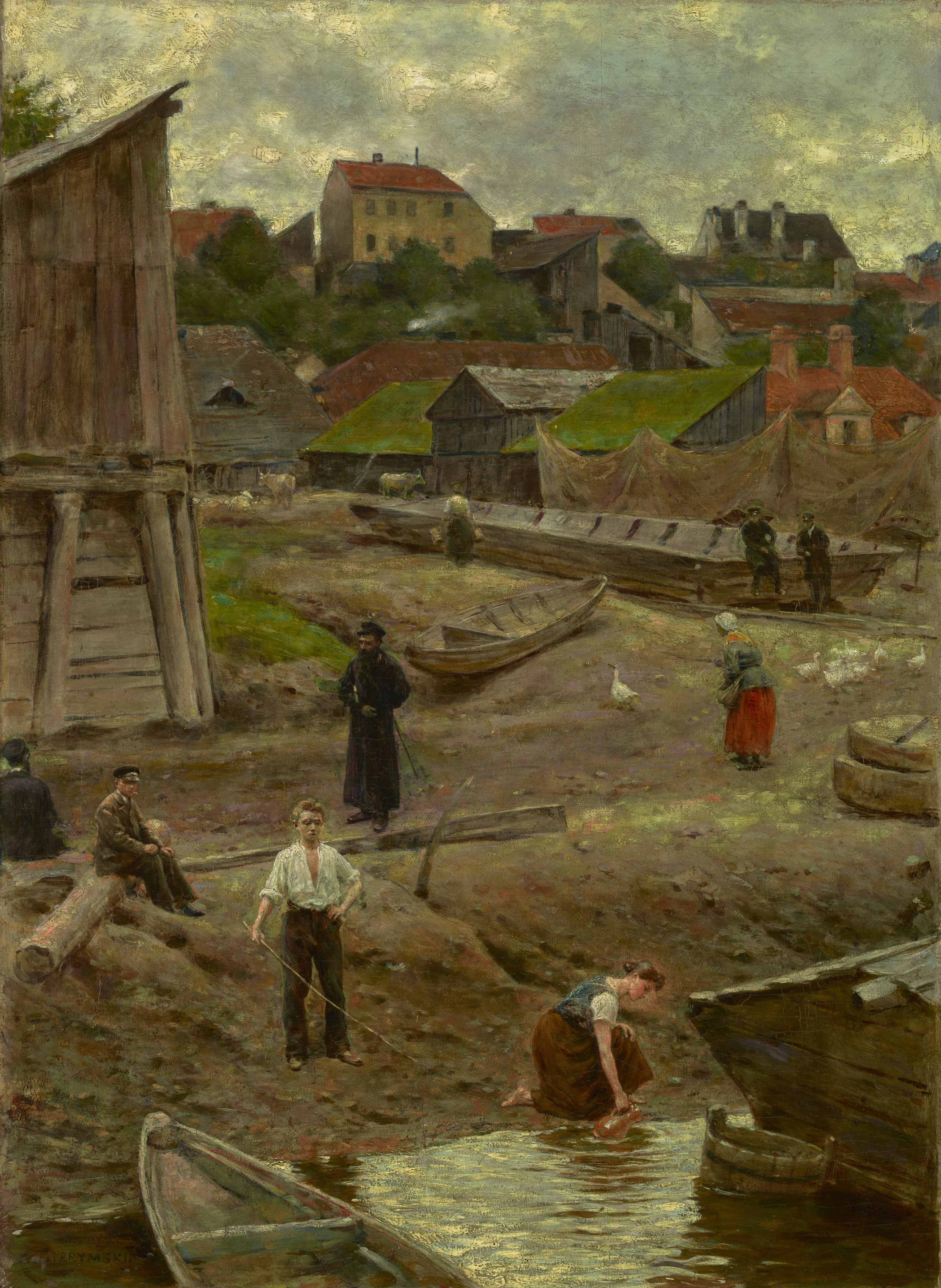
Powiśle, 1883.
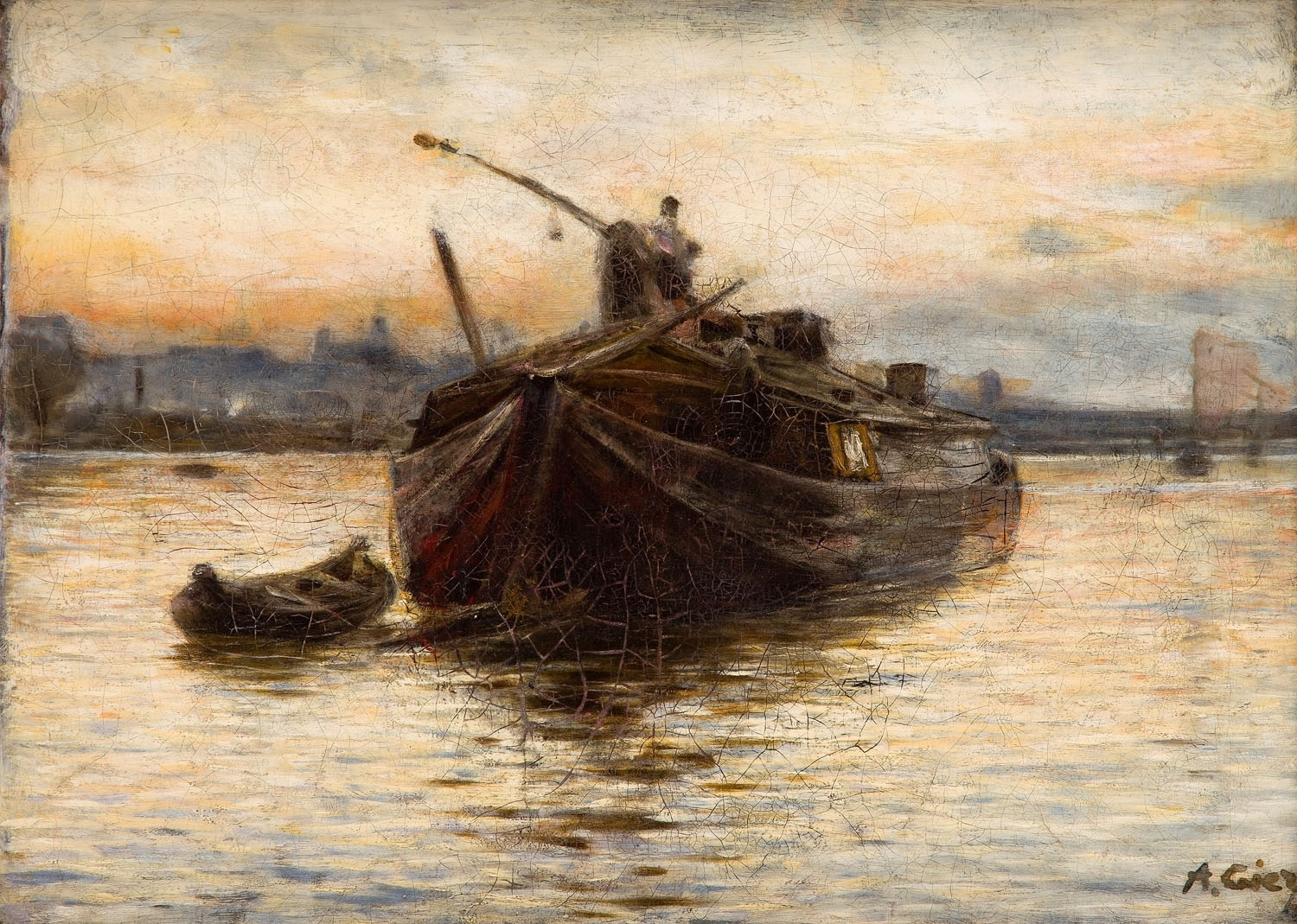
Vistule, 1883.
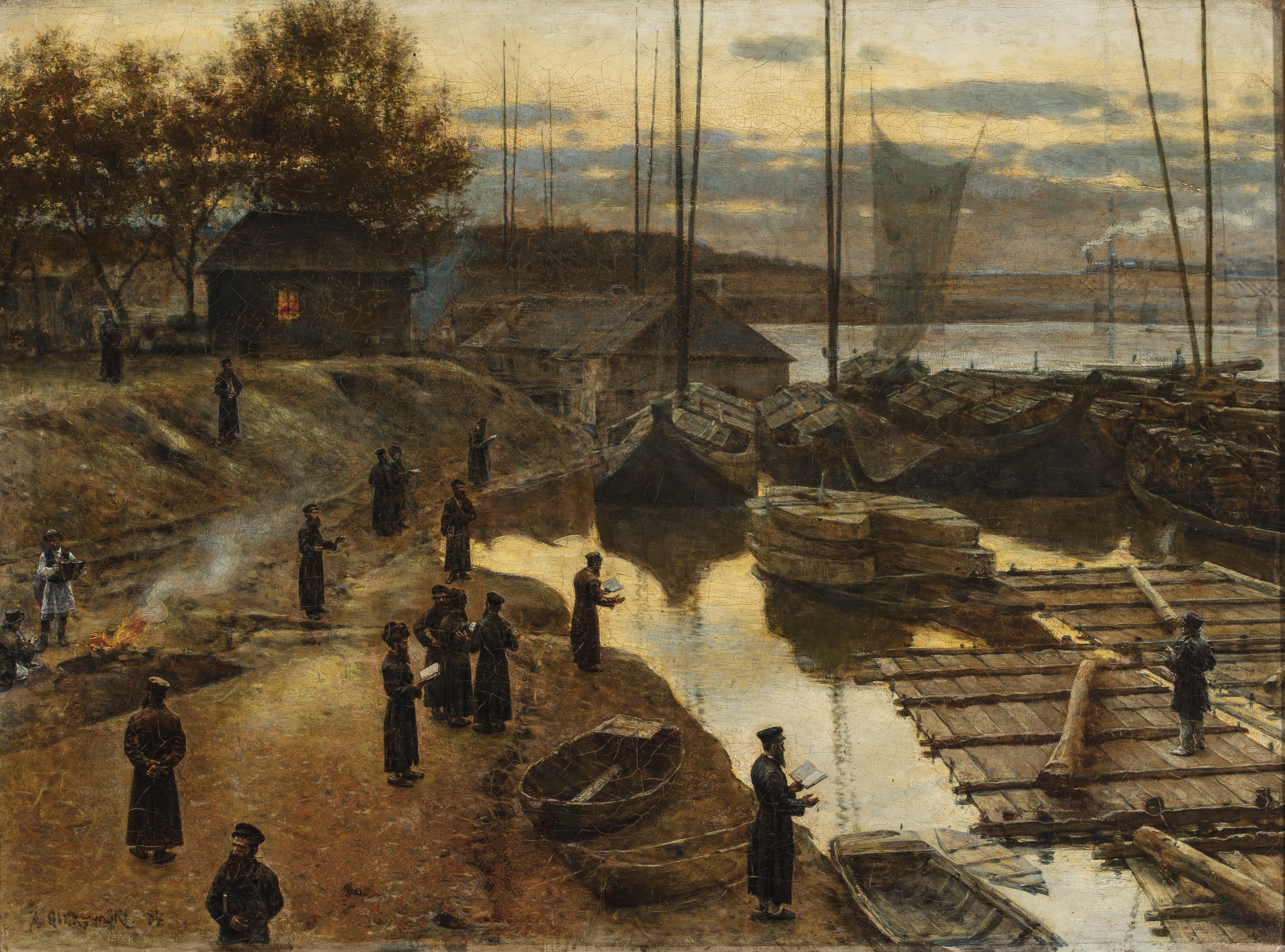
Fête des trompettes, 1884.
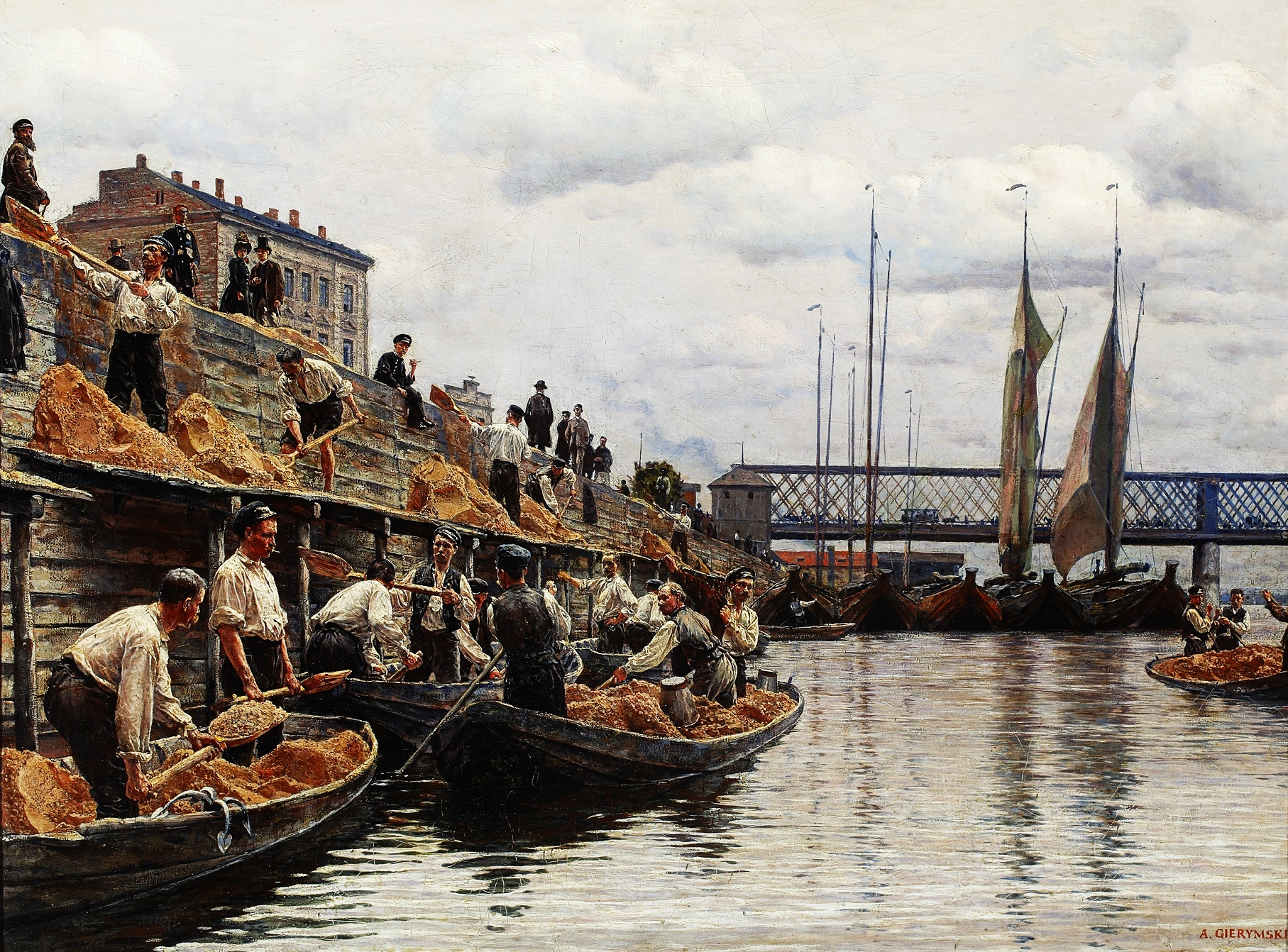
Les Sablonneurs, 1887.
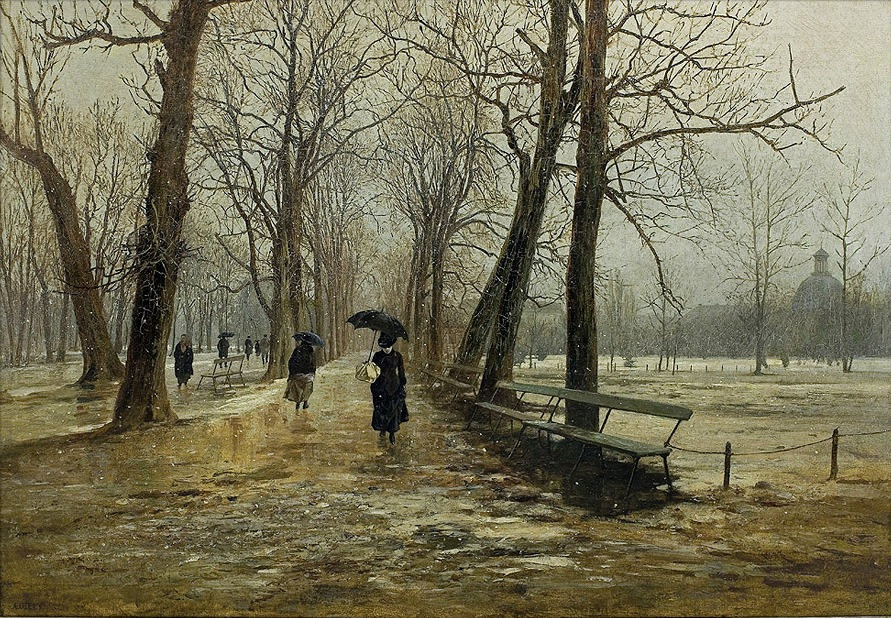
Jardin de Saxe, 1887.
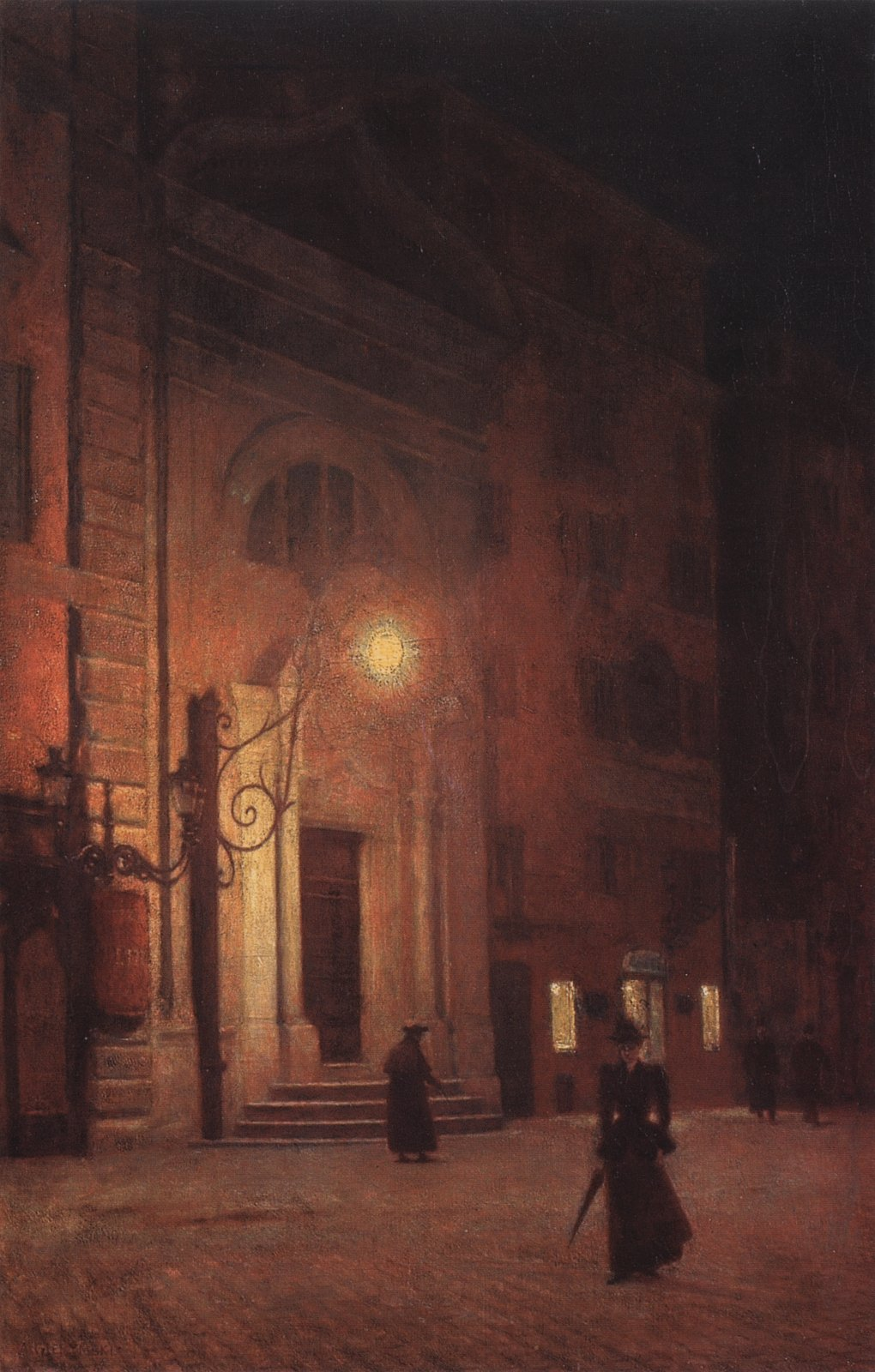
Wittelsbach Square à Munich la nuit, vers 1890.
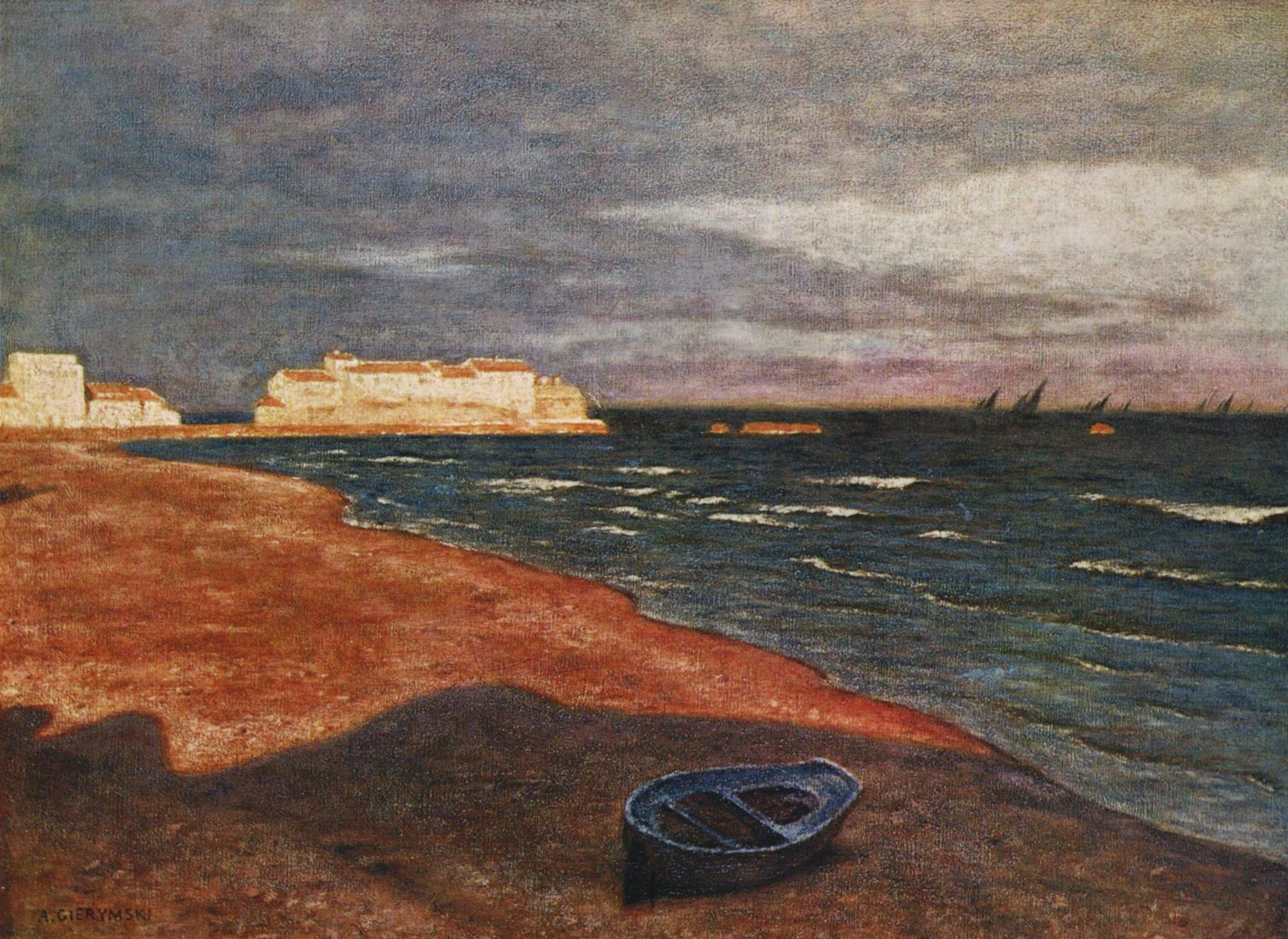
La Mer, 1891.
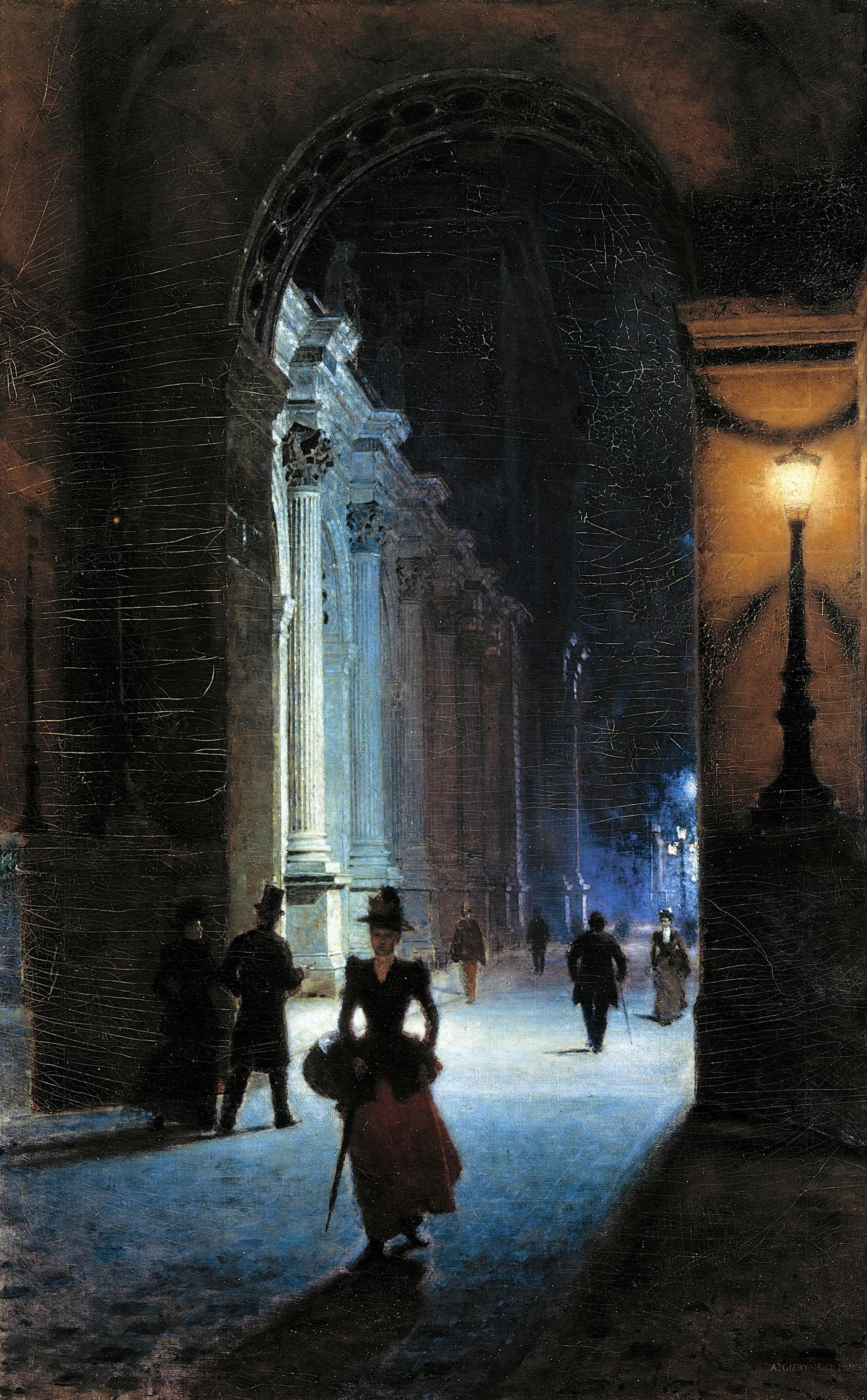
Le Louvre de nuit, 1892.
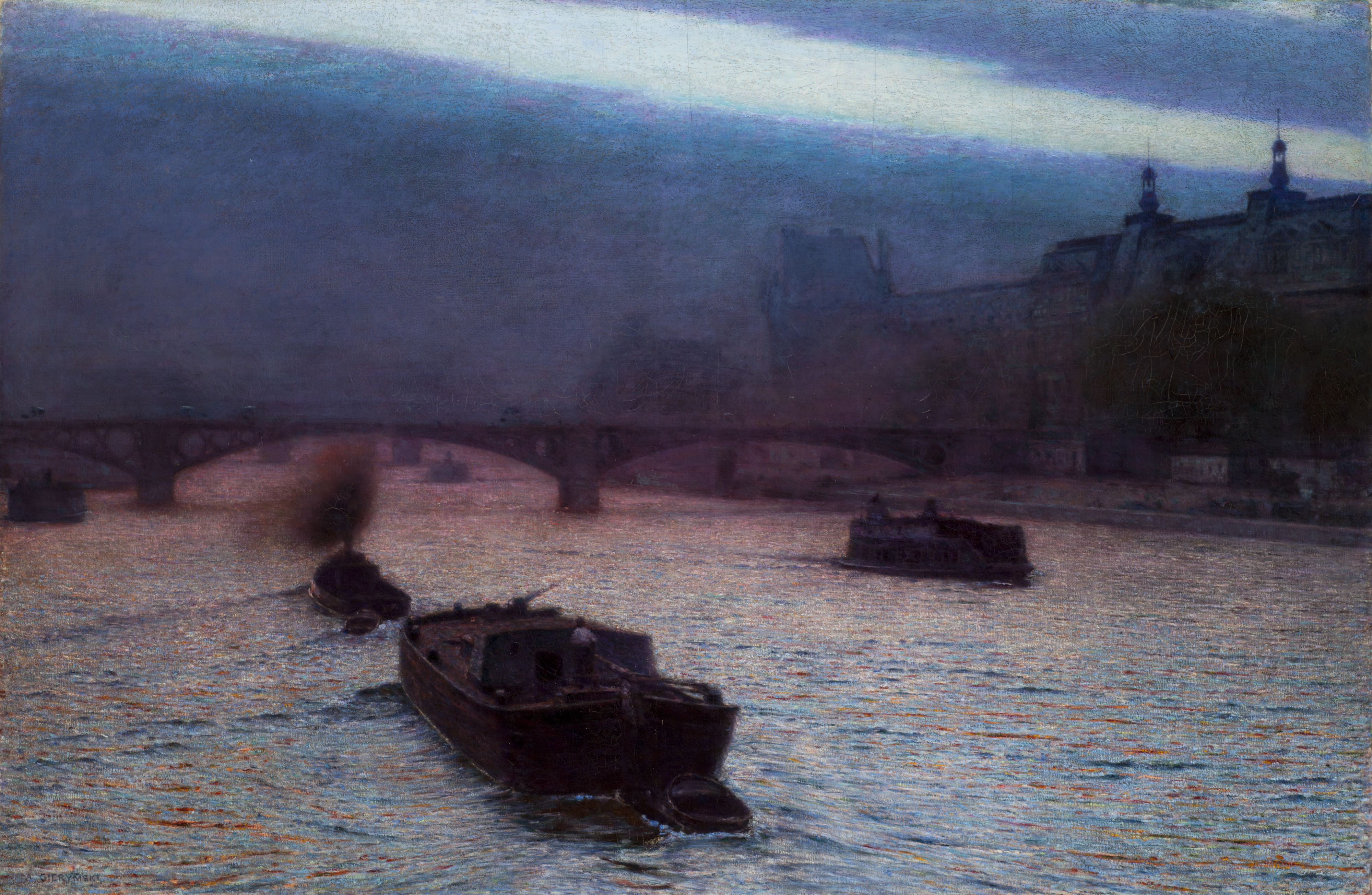
Crépuscule sur la Seine, 1892–1893.
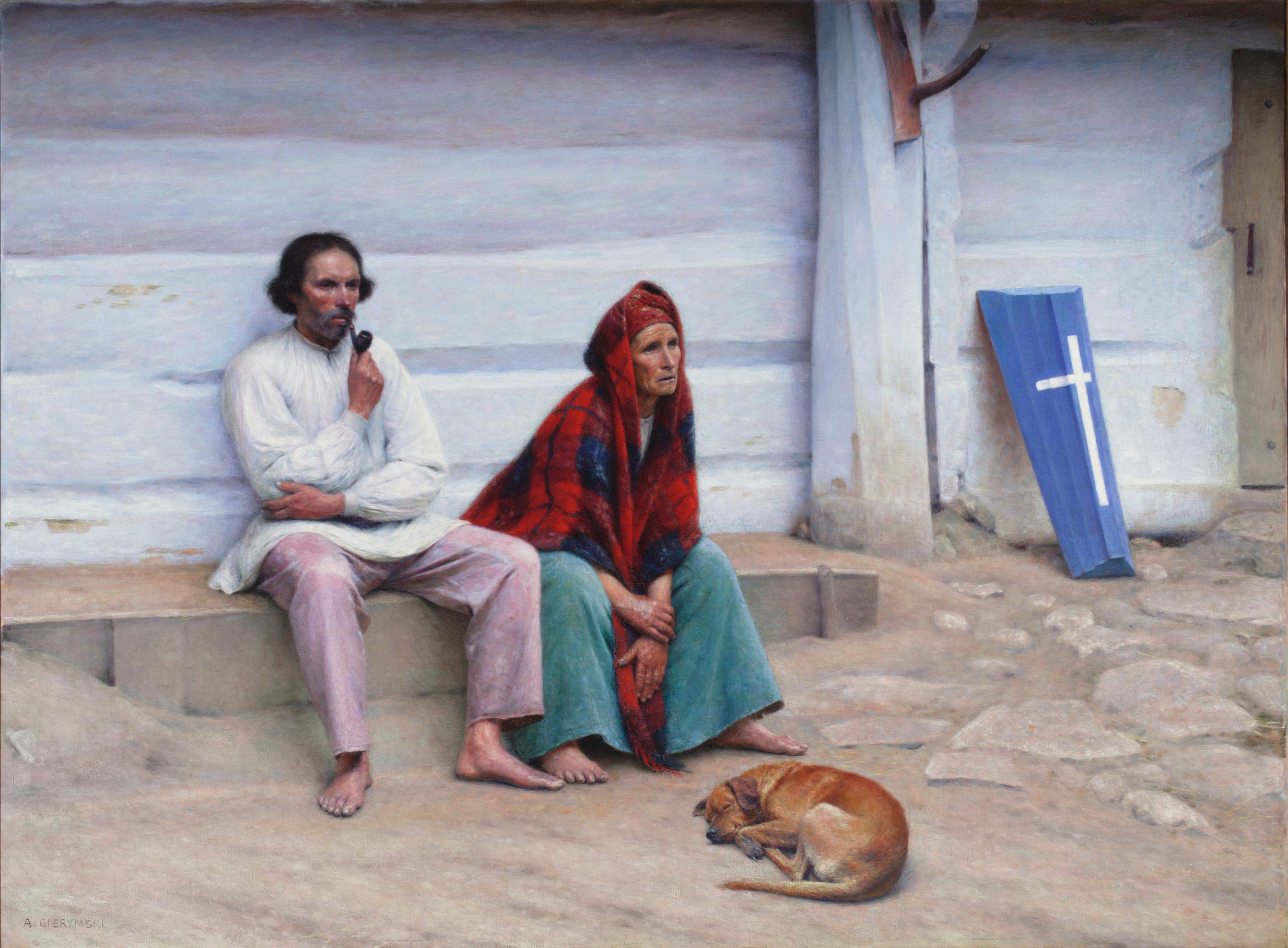
Cercueil d'un paysan, 1894.
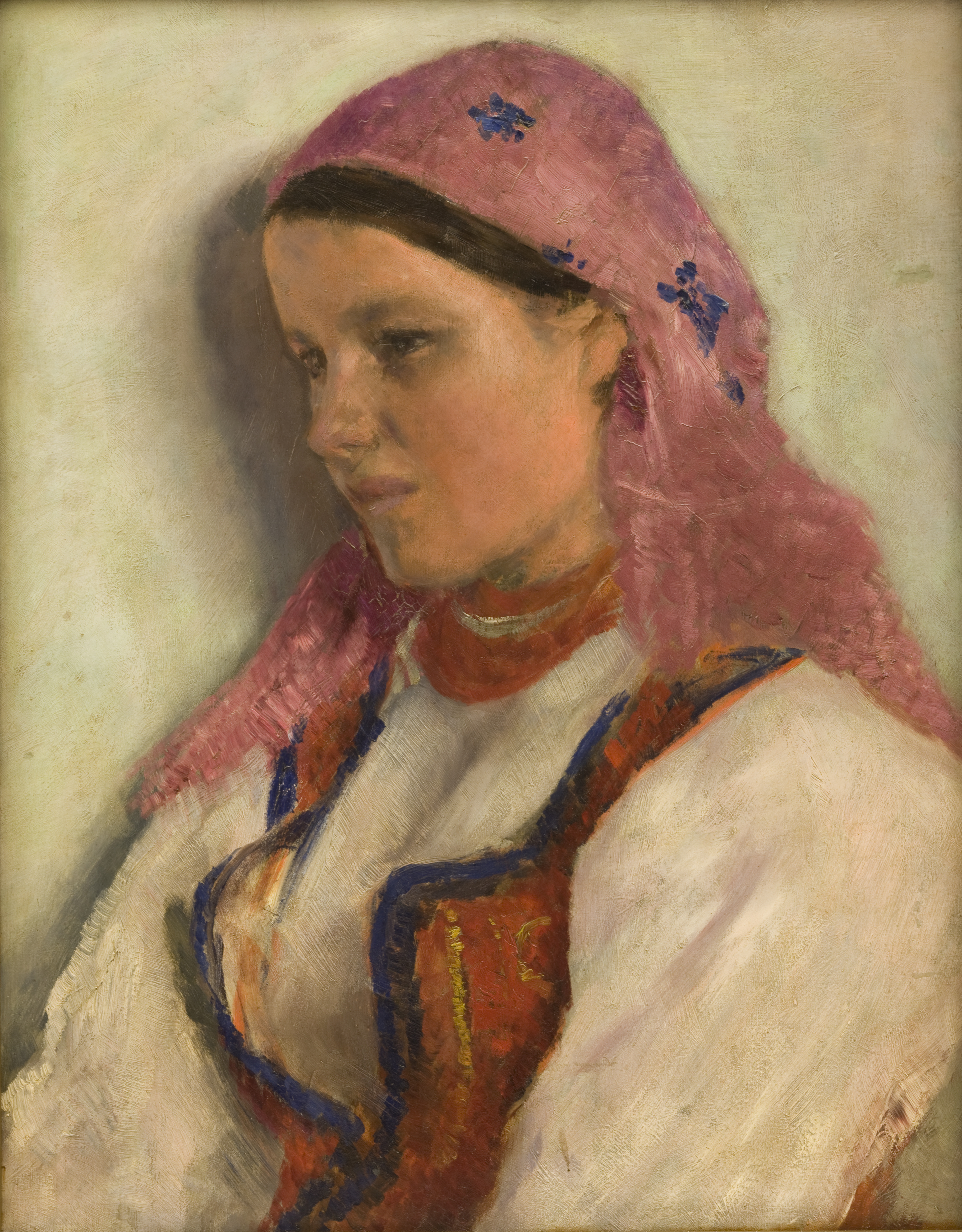
Une fille de Bronowice, entre 1893 et 1894.
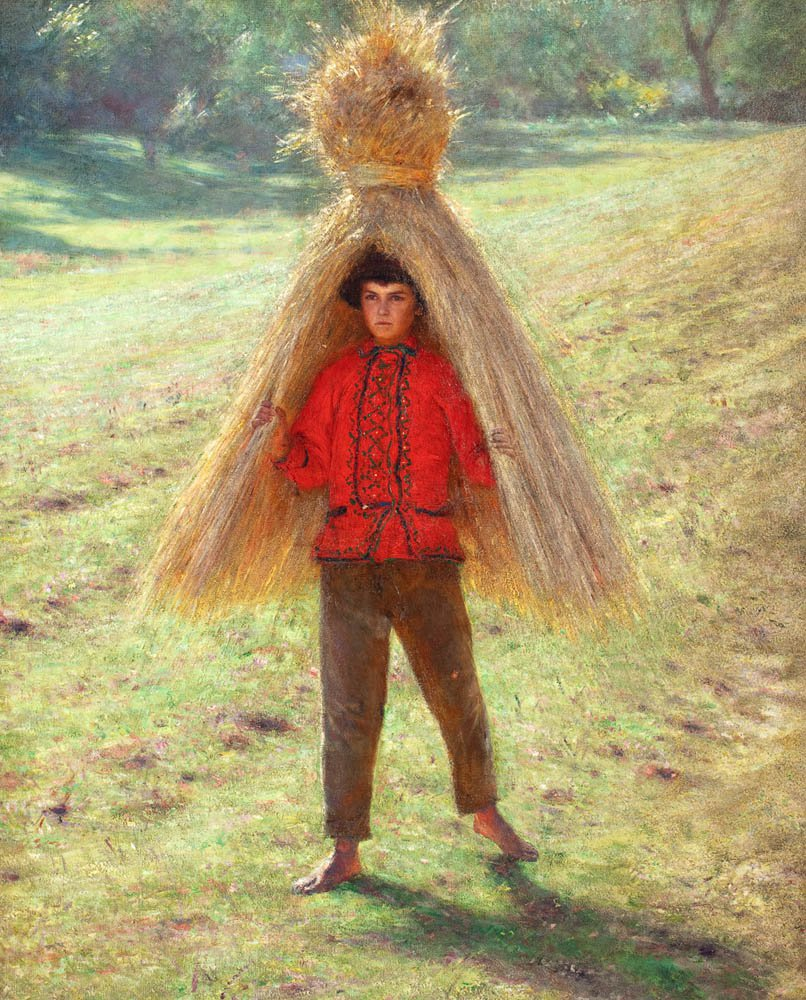
Garçon portant une gerbe, 1895.
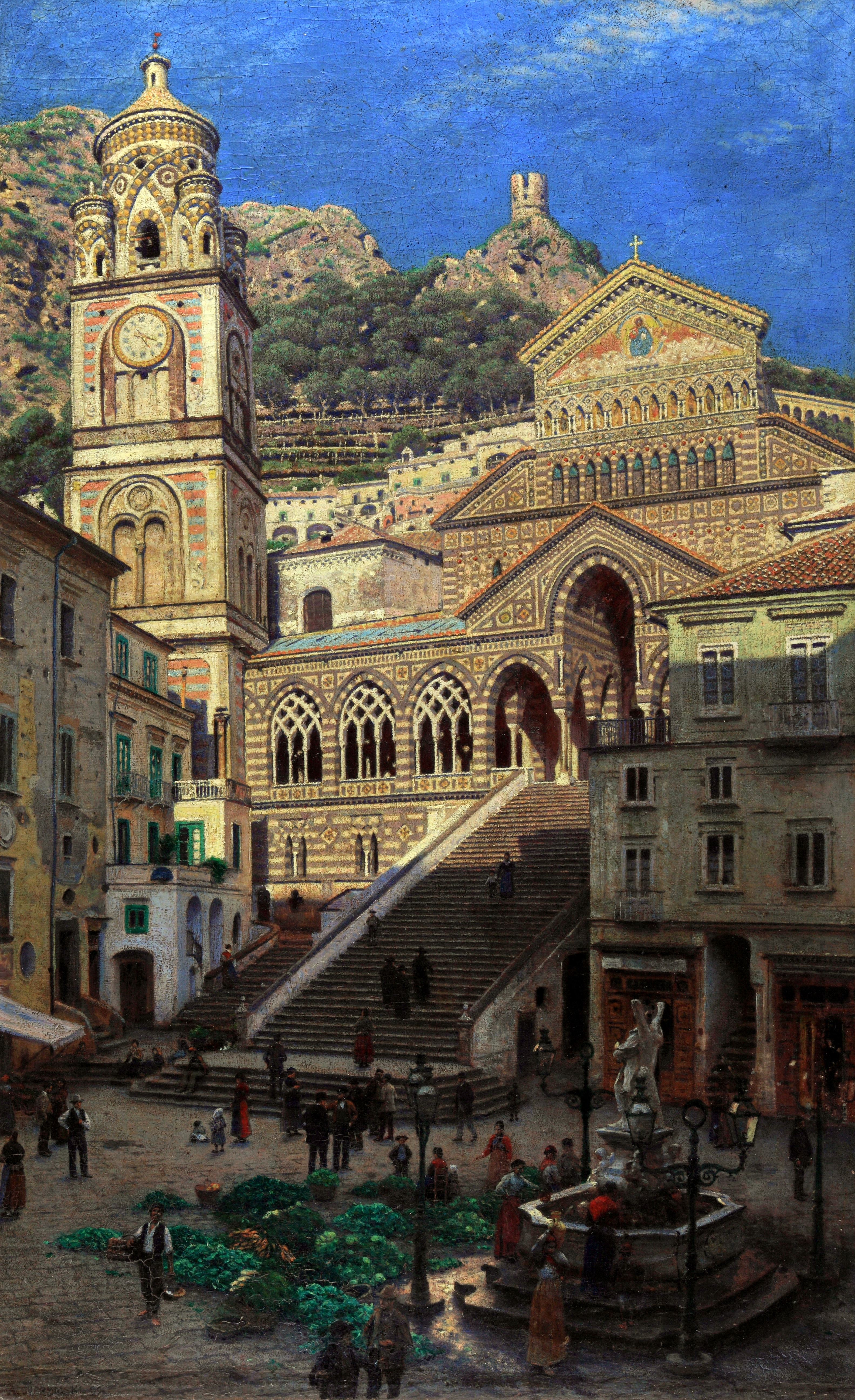
La Cathédrale d'Amalfi, entre 1897 et 1899.